# Kirilowia eriantha
Kirilowia eriantha är en amarantväxtart som beskrevs av Aleksandr Andrejevitj Bunge. Kirilowia eriantha ingår i släktet Kirilowia och familjen amarantväxter. Utöver nominatformen finns också underarten K. e. afghanica.